# Dolo (Côtes-d'Armor)
Dolo foi uma antiga comuna francesa na região administrativa da Bretanha, no departamento Côtes-d'Armor. Estendia-se por uma área de 11,88 km². Em 2010 a comuna tinha 606 habitantes (densidade: 51 hab./km²).
Em 1 de janeiro de 2016, passou a formar parte da nova comuna de Jugon-les-Lacs-Commune-Nouvelle.